# 世界の夜
世界の夜（せかいのよる、Il Mondo di Notte）は1959年製作のイタリア映画。日本公開は1961年。

## 概要
日本では「ヨーロッパの夜」の方が先に公開されたが、実はこの映画の方が先に製作されたモノであり、数多くの亜流を産み俗にいう『夜モノ』というジャンルを確立した作品である。のちにモンド映画に発展していくが、“夜モノ”映画はあくまでキャバレーや劇場などでやるショーを記録したモノであり、ストリップやボードヴィルなど基本的に大人向けのジャンルとなっている。
続編の『続・世界の夜』も作られた。ちなみに原題が同じシリーズにもかかわらず、残酷キワモノ感が強化され別扱いになった『地球の皮を剥ぐ』がある。正統派のシリーズ続編に数えるなら1975年の『ワールド・バイ・ナイトTODAY』であろう。ジャンル的に復活版と言えよう。

## 内容
ストリップ・ティーズやバーレスクショー、セクシーなアクロバットショーなど世界中から呼び寄せたエンターティナーやストリッパー達が繰り広げるショー、ヴォードヴィル等のショーなど大人の娯楽を見せる…。

## スタッフ
- 監督：ミーノ・ロイ
- 音楽：ピエロ・ピッチオーニ
- 撮影：トニーノ・デリ・コリ
- 日本語版ナレーション：三国一朗

## 同類映画
- ヨーロッパの夜
- アメリカの夜
- セクシーの夜